# Cerro Puquintica
Cerro Puquintica är ett berg i Bolivia, på gränsen till Chile. Det ligger i den västra delen av landet, 400 km väster om huvudstaden Sucre. Toppen på Cerro Puquintica är 5 783 meter över havet.
Terrängen runt Cerro Puquintica är kuperad söderut, men norrut är den bergig. Cerro Puquintica är den högsta punkten i trakten. Trakten runt Cerro Puquintica är nära nog obefolkad, med mindre än två invånare per kvadratkilometer.. Det finns inga samhällen i närheten. 
Omgivningarna runt Cerro Puquintica är i huvudsak ett öppet busklandskap.